# Прогрессо

Прогрессо (англ. Progresso) — поселення на півночі Белізу, в однойменному окрузі Коросаль, на південний схід від адміністративного центру краю.

## Розташування
Прогрессо знаходиться неподалік від узбережжя Карибського моря і його затоки-бухти Четумаль. Поруч поселення знаходяться великі прісноводні озера: Прогрессо (Progresso Lagoon) та Кокос (Cocos Lagoon). Місцевість навколо Прогрессо — болотяниста рівнинна, помережена невеличкими річками та болотяними озерцями, найбільша водна артерія протікає в кількох кілометрах західніше — Ріо-Нуево (Rio Nuevo). Тоді як безпосередньо поруч річечка Фрешвотер Крік (Freshwater Creek) впадає до каскаду озер, поруч села, а звідти вже витікає озерний канал-ріка Джон Пайлес Крік (John Piles Creek)до озер-лагун на узбережжі морської затоки.

## Населення
Населення за даними на 2010 рік становить 1357 осіб. З етнічної точки зору, населення — це суміш, метиси, креоли та майя. Окрім того тут мешкає частина німців-менонітів, які вийшли із сусідньої комуни, спокусившись прогресивними технологіями сучасності (очевидно звідси й назва села).
| Рік       | 2000 | 2010 |
| --------- | ---- | ---- |
| Населення | 1151 | 1357 |

## Клімат
Прогрессо знаходиться у зоні тропічного мусонного клімату. Середньорічна температура становить +24 °C. Найспекотніший місяць квітень, коли середня температура становить +26 °C. Найхолодніший місяць січень, з середньою температурою +21 °С. Середньорічна кількість опадів становить 3261 міліметрів. Найбільше опадів випадає у жовтні, у середньому 404 мм опадів, самий сухий квітень, з 46 мм опадів.